# 彭山区
彭山区（ほうさん-く）は中華人民共和国四川省眉山市に位置する市轄区。

## 行政区画
- 街道:観音街道、謝家街道、江口街道、青竜街道
- 鎮:公義鎮、黄豊鎮、鳳鳴鎮、錦江鎮

## 交通
鉄道
- 中国鉄路総公司
  - 中国鉄路成都局集団公司
    - 成貴旅客専用線 （成都方面）- 彭山北駅（中国語版） -（峨眉山方面）
    - 成昆線（成都方面）- 青竜場駅（中国語版） - 彭山駅（中国語版） -（昆明方面）

道路
高速道路
- 成雅高速道路（中国語版）（ 京昆高速道路と 成都経済区環状高速道路（中国語版）（成都第三環状高速公路）を兼ねている。）
- 成東高速公路道路（中国語版）

省道
- 103省道

## 健康・医療・衛生
- 彭山区人民医院
- 彭山区中医院